# Charles Laffitte
Pour les articles homonymes, voir Laffitte.
Charles Pierre Eugène Laffitte, né le 19 novembre 1803 à Paris et mort le 26 décembre 1875 à Paris 8e, est un banquier, cavalier et homme politique français.

## Biographie
Neveu du célèbre banquier Jacques Laffitte, Charles Laffitte est un des promoteurs de la construction du chemin de fer Paris-Rouen entre 1841 et 1843. Il participe aussi à la création du réseau d'adduction d'eau de la commune de Maisons-Laffitte à partir de 1859. Personnalité parisienne, Charles Laffitte, grand amateur de sport hippique, est un des membres fondateurs du Jockey Club, au sein duquel sera créée la Société d'encouragement. Il possédait dans le Parc de Maisons la propriété Le Val-Fleuri où se situe actuellement la salle Malesherbes, quoique la propriété était alors beaucoup plus vaste.
Il épouse Florence Cunningham (1810-?), le 24 novembre 1831, à la British Embassy Chapel à Paris, dont il se sépara de corps et de biens en février 1846. Elle lui a donné deux filles, Odette (1840-1885), épouse du baron Frédéric-Émile d'Erlanger de 1858 à 1862, et Florence (1843-1901), marquise Gaston de Galliffet.
Charles Laffitte a un rôle déterminant dans l'organisation du chemin de fer reliant Paris à la Manche. Aux alentours de 1840, plusieurs projets rivalisent pour obtenir investisseurs et concession publique nécessaires à la concrétisation du tracé. Rouen, le Havre et Dieppe veulent être la ville où le chemin de fer débouche sur la mer ou l'estuaire de la Seine, connectant ainsi Paris à Londres via Brighton, les deux villes anglaises s'apprêtant à être reliées par chemin de fer, ce qui sera effectif en 1842. Face au projet de la « Ligne des Plateaux » Charles Laffitte est la pierre angulaire du projet de la « Ligne des Vallées ». En 1836 le projet de la compagnie Riant - Laffitte - Jourdan « Paris Le Havre via Rouen, par la vallée de la Seine », est accueilli favorablement par un très grand nombre des organismes représentatifs des départements intéressés. Certes, le projet concurrent Paris - le Havre par les plateaux obtient la concession en juillet 1838 mais celle-ci est résiliée en août 1839 au motif de sa carence.  En juillet 1840 la concession Paris - Rouen est accordée à la société capitaliste anglaise que Charles Laffitte parraine. Forte de l'expérience ferroviaire anglaise, cette société mobilise ingénieurs anglais, ouvriers anglais et locomotives anglaises, suscitant quelques remous de l'opinion française. Cependant l'entreprise est une réussite technique et financière. Ouverte très en avance sur les délais promis aux pouvoirs publics, la ligne prospère et se trouve rentable dès le premier mois d'exploitation en 1843. L'année d'après la concession de la ligne Rouen - Le Havre est accordée à la société « La Compagnie du Chemin de Fer de Rouen au Havre » constituée en 1842 sous l’égide de Charles Laffitte. 
Sa maison, la banque Charles Laffitte, Blount & Cie, créée en 1834, fait faillite en 1848. Le nouvel établissement qu'il fonde en 1851, la banque Charles Laffitte & Co. Ltd, dispose d'un capital trop faible pour jouer un rôle significatif dans le paysage financier. Il était administrateur de la Compagnie de l'Ouest et membre du Cercle des chemins de fer.
En 1843, des lettres patentes lui confèrent le titre de comte[réf. nécessaire]. 
Il fut député de l'Eure de 1844 à 1848 et conseiller municipal de Maisons-Laffitte jusqu'à sa mort en 1875.
Charles Laffitte était chevalier de la Légion d'honneur et commandeur de l'Ordre d'Isabelle la Catholique et des Saint-Maurice-et-Lazare.

## Parlementaire
- 13/01/1844 - 06/07/1846  : Eure - Majorité gouvernementale
- 01/08/1846 - 24/02/1848 : Eure - Majorité gouvernementale